# Korienskoje
Korienskoje (ros. Коренское) – wieś (ros. село, trb. sieło) w zachodniej Rosji, w sielsowiecie szczekińskim rejonu rylskiego w obwodzie kurskim.

## Geografia
Miejscowość położona jest w pobliżu źródła rzeki Ryło (prawy dopływ Sejmu), 2 km od centrum administracyjnego sielsowietu szczekińskiego (Szczekino), 14,5 km od centrum administracyjnego rejonu (Rylsk), 121 km od Kurska.

## Demografia
W 2010 r. miejscowość zamieszkiwało 71 osób.